# Cuauhtémoc (1938)
El Cuauhtémoc fue un buque petrolero mexicano de 3,101 toneladas que naufragó frente a las costas de Texas en junio de 1953.

## Historial
El 16 de diciembre de 1913 fue botado como buque petrolero para la compañía estadounidense Boston Molasses Co Inc., con base en Boston y bautizado como Amolco. En 1938 fue vendido a PEMEX y rebautizado como Cuauhtémoc.

## Naufragio
El 22 de agosto de 1951 naufragó en Port Isabel, Texas.
En junio de 1953 fue desguazado en Tampico, Tamaulipas.